# Japira
Japira là một đô thị thuộc bang Paraná, Brasil. Đô thị này có diện tích 189,139 km², dân số năm 2007 là 4810 người, mật độ 26,2 người/km².